# Nikodem Skotarczak
Nikodem Skotarczak, noto anche con lo pseudonimo di Nikoś (Pruszcz Gdański, 29 giugno 1954 – Gdynia, 24 aprile 1998), è stato un criminale polacco.
Salito in ribalta il suo nome tramite il film semi-biografico How I Fell in Love with a Gangster del 2021.